# Seznam finskih biologov
Seznam finskih biologov.

## C
- Aimo Kaarlo Cajander

## G
- Hilma Granqvist  (1890 - 1972)

## K
- Pehr Kalm (1716 - 1779)
- Rafael Karsten

## L
- Anto Leikola

## P
- Leena Palotie